# Требю (крепост)
 Тази статия е за крепостта Требю.  За селото вижте Требю.  
Требю бори (на шведски: Träby borg) е кръгова крепост, разположена на около километър северно от село Требю (на шведски: Träby), в южната част на шведския остров Йоланд в рамките на община Мьорбюлонга, лен Калмар. Това е една от деветнадесетте крепости от подобен тип, открити на острова.